# Walter Matthau
Walter John Matthau (født 1. oktober 1920, død 1. juli 2000) var en amerikansk skuespiller, især kendt for sin rolle som Oscar Madison i de to film Hvem støver af? og Hvem støver af nu? (The Odd Couple & The Odd Couple 2) og for sine mange film sammen med Odd Couple-medspilleren Jack Lemmon. Matthau vandt en Oscar for bedste mandlige birolle for Knald eller fald.

## Filmografi i udvalg
- Giften i blodet (1956)
- Et ansigt i mængden (1957)
- King Creole (1958)
- Fremmede når vi mødes (1960)
- Charade (1963)
- Knald eller fald (1966)
- Hvem støver af? (1968)
- Kaktusblomsten (1969)
- Peter og Tillie (1972)
- Menneskejagt på liv og død (1973)
- Endestation mord (1973)
- Togkapring (1974)
- Jordskælv (1974)
- Ryd forsiden (1974)
- Sunshine Boys (1975)
- Op med humøret, drenge (1976)
- Slap af doktor (1978)
- California Suite (1978)
- Den vilde flugt (1980)
- Morderen vil ikke forstyrres (1981)
- JFK (1991)
- Jernhenrik (1993)
- Gnavne gamle mænd (1993)
- Gnavne gamle mænd II (1995)
- Svindlere til søs (1997)
- Hvem støver nu af? (1998)
- Hanging Up (2000)

## Ekstern henvisning
- Wikimedia Commons har flere filer relateret til Walter Matthau
- Walter Matthau på Internet Movie Database (engelsk)
- Walter Matthau på Filmdatabasen
- Walter Matthau på Scope
- Walter Matthau på Svensk Filmdatabas (svensk)
- Walter Matthau på AlloCiné (fransk)
- Walter Matthau på AllMovie (engelsk)
- Walter Matthau på Turner Classic Movies (engelsk)
- Walter Matthau på Rotten Tomatoes (engelsk)
- Walter Matthau på The Movie Database (engelsk)
- Walter Matthau på Internet Broadway Database (engelsk)